# Gümüşhacıköy
Gümüşhacıköy là một huyện thuộc tỉnh Amasya, Thổ Nhĩ Kỳ. Huyện có diện tích 654 km² và dân số thời điểm năm 2007 là 25632 người, mật độ 39 người/km².